# François Clary
Pour les articles homonymes, voir Famille Clary (Marseille).
François Clary, né le 24 janvier 1725 à Marseille et mort dans la même ville le 20 janvier 1794, est un armateur et grand négociant marseillais de la fin du XVIIIe siècle dont la valeur a été éclipsée par la fortune de deux de ses filles, Julie et Désirée.

## Biographie
François Clary descend d'une famille des Hautes-Alpes venue à Marseille vers 1680 qui s'enrichit dans le commerce maritime. Il est le fils de Joseph Clary (1693-1748) et Françoise-Agnès Amaurric (1705-1776). Armateur et négociant éclairé, fabricant de savon, ses affaires se partagent entre « les échelles » (le Levant) et « les isles » (le Ponant).
En 1759, il épouse en secondes noces Françoise Rose Somis.
Il représente sans doute une des plus grosses fortunes de Marseille au moment de la révolution de 1789. Il est deuxième échevin de la ville en 1764-1765, puis personnalité marquante de la chambre de commerce de 1771 à 1776 et de 1780 à 1782.
Marguillier de sa paroisse, l'église Saint-Ferréol, il vit difficilement la période de l'insurrection fédéraliste de 1793 pendant laquelle son gendre et son petit-fils sont jetés en prison et meurt au milieu des angoisses de la Terreur sans soupçonner l'avenir prodigieux de ses deux dernières filles, Julie et Désirée. Il peut doter chacune de ses filles de 50 000 livres et sa fortune est évaluée à sa mort à un million de livres.

## Postérité
- Il épousa[1] le 13 avril 1751 à Notre-Dame-des-Accoules, Marseille) Gabrielle Fléchon (1732 - 3 mai 1758), dont postérité
  - François-Joseph (31 janvier 1752 - 4 janvier 1757) ;
  - Marie-Jeanne (24 avril 1754 - mai 1815), mariée le 3 octobre 1775) avec Louis Honoré Lejeans (1734-1794), négociant à Marseille, député aux États généraux de 1789, sans postérité ; puis avec Emmanuel Mathieu Pézenas, baron de Pluvinal (1754-1841), baron de l'Empire (1813), député de Vaucluse (1815), sans postérité ;
  - Marie Thérèse Catherine (2 septembre 1755 - 1er novembre 1818), mariée, le 9 octobre 1781 avec Lazare Lejeans (1738-1803), frère cadet de Louis Honoré (1734-1794), négociant à Marseille, membre du Sénat conservateur, dont Postérité ;
  - Étienne François (8 août 1757 - 25 mars 1823), député des Bouches-du-Rhône, marié, le 3 octobre 1785 à Saint-Loup (Marseille), avec Marcelle († 19 septembre 1804), fille de Joseph Guey, échevin de Marseille, dont Postérité ;
- Après la mort de sa première épouse, le 3 mai 1758, François Clary épouse le 26 juin 1759 à Saint-Ferréol, Marseille, Françoise Rose Somis (1737-1815), dont postérité :
  - Nicolas Joseph (Marseille, 26 mars 1760 - Paris, 6 juin 1823), 1er comte Clary et de l'Empire (4 juin 1815), marié, à Marseille, avec Malcy Anne Jeanne (vers 1791 - Paris 29 août 1820), fille de Marie François, baron Rouyer (1765-1824), général de division, dont Postérité ;
  - Joseph Honoré (Marseille, 11 juin 1762 - 23 juillet 1764) ;
  - Marie Anne Rose (Marseille, 25 avril 1764 - Marseille, 19 avril 1835), mariée, le 31 janvier 1786, avec Antoine-Ignace Anthoine (1749-1826), maire de Marseille (1805-1813), baron de Saint-Joseph et de l'Empire, dont Postérité ;
  - Marseille (née le 25 avril 1764 - Marseille, 22 mars 1784) ;
  - Justinien François (Marseille, 15 avril 1766 - Marseille, 12 novembre 1794) ;
  - Catherine Honorine (Marseille, 19 février 1769 - Florence, 18 mars 1843), mariée, le 2 mai 1791 à Marseille, avec Henri Joseph Gabriel Blait de Villeneufve (né le 1er mars 1748), administrateur général des postes et relais de France, dont :
    - Baptistine Julie Blait de Villeneufve († 27 mai 1840 - Paris), mariée, le 29 octobre 1833, avec son cousin Napoléon Clary (1802-1856), fils d'Étienne François, dont Postérité ;

  - Marie Julie (Marseille, 26 décembre 1771 - Florence, 7 avril 1845), reine consort de Naples puis reine d'Espagne, mariée, le 1er août 1794 à Cuges-les-Pins (Bouches-du-Rhône), avec Joseph Bonaparte (1768-1844), roi de Naples (1806-1808) puis roi d'Espagne (1808-1813), dont :
    - Julie Joséphine Bonaparte (mars 1796 - mars 1796) ;
    - Zénaïde Laetitia Julie Bonaparte (Paris, 8 juillet 1801 - Naples, 8 août 1854), mariée, le 29 juin 1822 à Bruxelles (Belgique), avec Charles-Lucien Bonaparte (1803-1857), prince de Canino, dont Postérité ;
    - Charlotte-Napoléone Bonaparte (Paris, 31 octobre 1802 – Sarzana (Italie), 3 mars 1839), princesse française et altesse impériale (1804), infante d'Espagne (1808), mariée, le 10 novembre 1826 à Florence, Italie, avec son cousin Napoléon Louis Bonaparte (1804-1831), grand-duc de Berg, sans postérité ;

  - Basile (Marseille, 12 janvier 1774 - Marseille, 16 juin 1781) ;
  - Eugénie Bernardine Désirée (Saint-Ferréol (Marseille), 8 novembre 1777 - Stockholm (Suède), 17 décembre 1860), princesse de Pontecorvo puis reine de Suède et de Norvège, mariée, le 17 août 1798 à Sceaux, avec Jean-Baptiste Jules Bernadotte (1763-1844), maréchal d'Empire, roi de Suède et de Norvège (1818-1844) sous le nom de Charles XIV Jean, dont :
    - Oscar Ier de Suède (1799-1859), roi de Suède et de Norvège, marié, le 22 mai 1823 à Munich, avec Joséphine de Beauharnais, princesse de Leuchtenberg (1807-1876), d'où sont issus les rois de Suède de la Maison Bernadotte.